# Generi di Chloropidae

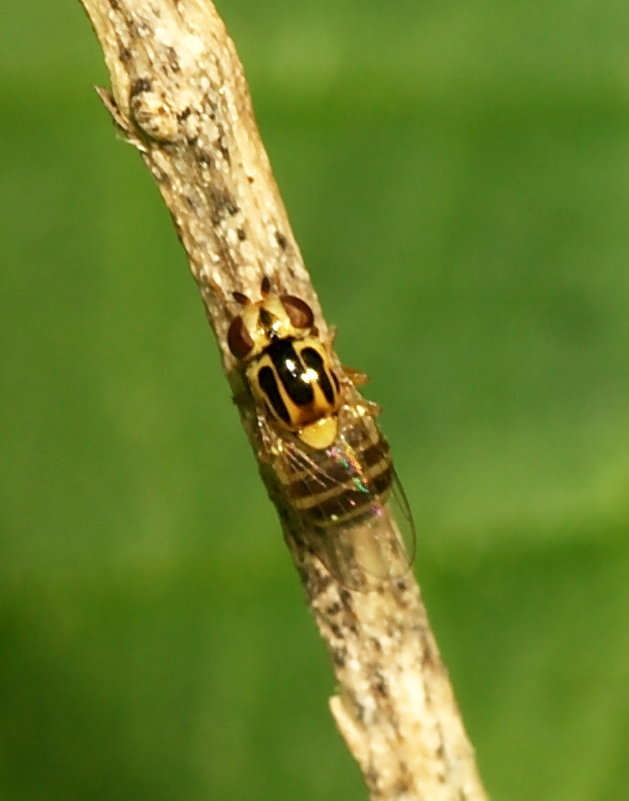
Thaumatomyia sp.

La famiglia dei Chloropidae comprende circa 2800 specie conosciute ripartite fra un numero non bene definito di generi: la notevole biodiversità associata a questa famiglia e l'ampia distribuzione nel mondo hanno portato alla descrizione di un notevole numero di specie con la definizione di generi, spesso monotipici, sulla base di singoli esemplari conservati nelle collezioni. In letteratura sono citati quasi 400 nomi di generi, compresi i casi di sinonimia, di omonimia e gli errori ortografici.

## Suddivisione sistematica
Molte di queste classificazioni fanno riferimento alla fauna delle regioni neotropicale, afrotropicale e orientale, poco studiate e interessate solo marginalmente dai lavori organici di revisione sistematica che hanno coinvolto, dagli anni ottanta in poi, i ditteri delle regioni neartica, paleartica e australasiana. Nel corso degli ultimi decenni, la sistematica dei Chloropidae è stata ampiamente revisionata con la definizione di molte sinonimie e lo spostamento di diversi generi al rango di sottogenere. In letteratura restano citati diversi generi monotipici, ovvero comprendenti una sola specie, definiti nei primi decenni del Novecento da alcuni entomologi (Becker, Duda, Enderlein e Malloch) e che sono stati poco studiati nei lavori successivi.
Le fonti più recenti indicano un numero di generi dell'ordine di 160 unità, tuttavia il BioSystematic Database of World Diptera (BDWD) riporta come validi circa 180 nomi ai quali vanno aggiunti due generi di recente definizione non citati nella banca dati. Rispetto alle informazioni riportate nella letteratura più recente c'è una differenza di circa 20 nomi, tuttavia non vi sono sufficienti elementi per risolvere le incongruenze delle differenti collocazioni di vari taxa, anche nella letteratura recente.
L'elenco che segue è tratto fondamentalmente dal BDWD, con alcune integrazioni relative ai dati riportati in altre fonti. La ripartizione tassonomica è quella adottata nel Manual of Nearctic Diptera (Sabrosky, 1987), nel Manual of Palaearctic Diptera (Ismay e Nartshuk, 2000) e nella versione originale del Catalog of the Diptera of the Australasian and Oceanian Regions (Sabrosky, 1994), che suddividono la famiglia in tre sottofamiglie: Chloropinae, Oscinellinae (=Botanobiinae, Oscinosominae) e Siphonellopsinae. Va tuttavia precisato che in letteratura ricorrono anche differenti schemi tassonomici che hanno tuttavia trovato scarso seguito: in particolare si cita lo scorporo dagli Oscinellinae di due gruppi di generi elevati al rango di sottofamiglie, Rhodesiellinae e Hippelatinae (Nartshuk, 1983; Cherian, 2002) e l'elevazione al rango di famiglia dei Siphonellopsinae (Nartshuk, 1983, Wendt, 1991).
La sistematica interna dei Chloropidae contempla, inoltre, la suddivisione degli Oscinellinae e dei Chloropinae in tribù. Questa suddivisione è stata sviluppata in particolare negli ultimi 30 anni, tuttavia manca ancora di un adeguato supporto della cladistica, soprattutto per quanto concerne la vasta sottofamiglia degli Oscinellinae, e non abbraccia la totalità della famiglia. Diversi generi neotropicali sono infatti privi di un inquadramento nelle tribù attualmente istituite.

## Sottofamiglia Chloropinae

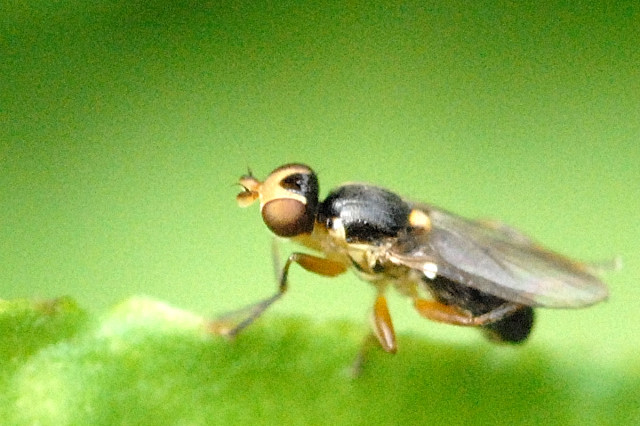
Cetema sp.

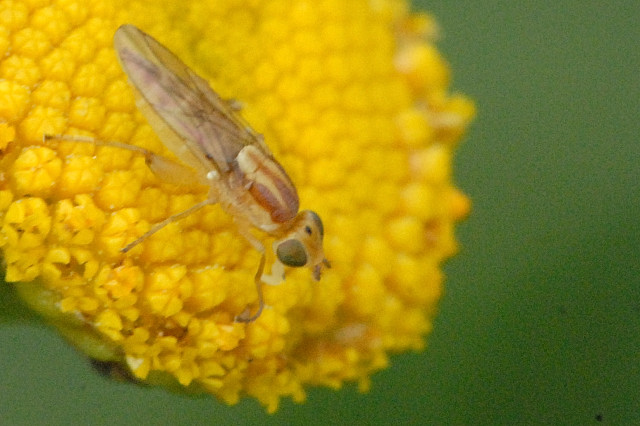
Meromyza sp.

Chloropinae Loew, 1862
- Anthracophagella Andersson, 1977
- Archimeromyza Deeming, 1981
- Assuania Becker, 1903
- Bathyparia Lamb, 1917
- Camarota Meigen, 1830
- Capnotera Loew, 1866
- Centorisoma Becker, 1910
- Cerais Van der Wulp, 1881 (= Euryparia Becker, 1911)
- Cetema Hendel, 1907 (= Centor Loew, 1866, Centorella Strand, 1928). 
Sottogeneri: C. (Cetema), C. (Archecetema)
- Chloromerus Becker, 1911
- Chloropella Malloch, 1925
- Chlorops Meigen, 1803 (= Anthracophaga Loew, 1866, Cotilea Lioy, 1864, Lasiochlorops Duda, 1934, Oscinis Latreille, 1804).
Sottogeneri: C. (Asianochlorops, C. (Chlorops, C. Sclerophallus
- Chloropsina Becker, 1911 (= Globiops Andersson, 1977)
- Chromatopterum Becker, 1910
- Collessimyia Spencer, 1986

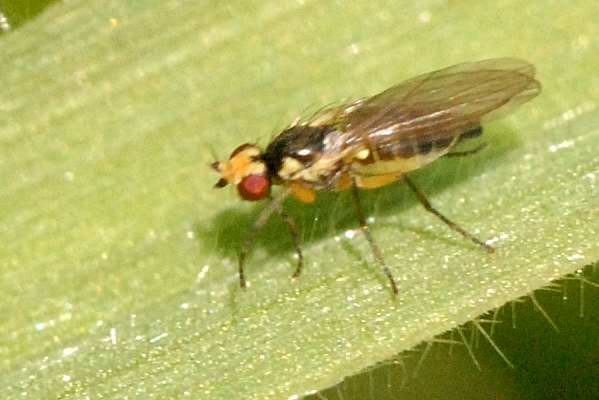
Criptonevra sp.

- Cryptonevra Lioy, 1864 (= Haplegis Loew, 1866). Sottogeneri: C. (Cryptonevra, C. (Neohaplegis)[6]
- Desertochlorops Nartshuk, 1968
- Diplotoxa Loew, 1863 (= Anthobia Lioy, 1864, Apterosoma Salmon, 1939).
Sottogeneri: D. (Diplotoxa, D. (Diplotoxoides)[6], D. (Pseudopachychaeta)
- Ectecephala Macquart, 1851 (= Leptotrigonum Becker, 1912)
- Elachiptereicus Becker, 1909 (= Opsiceras Seguy, 1946)
- Elliponeura Loew, 1869
- Ensiferella Andersson, 1977
- Epichlorops Becker, 1910
- Eurina Meigen, 1830
- Eutropha Loew, 1866 (= Pseudoformosina Malloch, 1938)
- Homalura Meigen, 1826
- Homaluroides Sabrosky, 1980
- Lagaroceras Becker, 1903
- Lasiosina Becker, 1910 (= Euchlorops Malloch, 1913)
- Lieparella Spencer, 1986
- Luzonia Frey, 1923 (= Coniochlorops Duda, 1934)
- Melanum Becker, 1910
- Mepachymerus Speiser, 1910 (= Steleocerus Becker, 1910)
- Merochlorops Howlett, 1909 (= Coomanimyia Seguy, 1938, Formosina Becker, 1911)

- Meromyza Meigen, 1830 (= Aschabadicola Frey, 1921).
Sottogeneri: M. (Meromyza, M. (Nippomera
- Meromyzella Andersson, 1977
- Metopostigma Becker, 1903
- Neodiplotoxa Malloch, 1914 (=  Merectecephala Duda, 1930)
- Neoloxotaenia Sabrosky, 1964 (= Loxotaenia Becker, 1911)
- Pachylophus Loew, 1858
- Paraeurina Duda, 1933
- Parectecephala Becker, 1910 (= Assuania Malloch, 1931)
- Pemphigonotus Lamb, 1917 (= Minda Paramonov, 1957)
- Phyladelphus Becker, 1910
- Platycephala Fallén, 1820
- Platycephalisca Nartshuk, 1959
- Pseudochromatopterum Deeming, 1981
- Pseudothaumatomyia Nartshuk, 1963
- Psilochlorops Duda, 1930
- Semaranga Becker, 1911
- Siphlus Loew, 1858
- Steleocerellus Frey
- Stenophthalmus Becker, 1903
- Terusa Kanmiya, 1983
- Thaumatomyia Zenker, 1833 (= Chloropisca Loew, 1866, Pseudochlorops Malloch, 1914)
- Thressa Walker, 1860 (= Chalcidomyia Meijere, 1910, Hemisphaerisoma Becker, 1911, Uranucha Czerny, 1903)
- Trichieurina Duda, 1933
- Trigonomma Enderlein, 1911 (= Beckerella Enderlein, 1911)
- Xena Nartshuk, 1964

## Sottofamiglia Oscinellinae
Oscinellinae Becker, 1910 (= Botanobiinae Malloch
- Gampsocera Schiner, 1862 (= Lordophleps Enderlein, 1933)
- Gaurax Loew, 1863 (= Botanobia Lioy, 1864, Neogaurax Malloch, 1914, Pseudochlorops Duda, 1930, Pseudoscinella Duda, 1931)
- Goniaspis Duda, 1930 (= Palaeoenderleiniella Duda, 1930)
- Hapleginella Duda, 1933
- Heteroscinis Lamb, 1918 (= Pseudogoniopsita Duda, O. (Oscinella
- Oscinicita Wheeler, 2007
- Oscinimorpha Lioy, 1864
- Oscinisoma Lioy, 1864
- Oscinoides Malloch, 1916
- Parasiphonella Enderlein, 1913
- Platyina Malloch, 1927
- Polyodaspis Duda, 1933 (= Macrothorax Lioy, 1864)
- Pselaphia Becker, 1911
- Pseudeurina Meijere, 1904 (= Gallomyia Nartshuk, 1965)
- Pseudogaurax Malloch, 1915 (= Mimogaurax Hall, 1937)
- Pseudopachychaeta Strobl, 1902
- Pseudotricimba Ismay, 1993
- Pseudonomba Cherian, 1989
- Psilacrum Becker, 1912
- Rhodesiella Adams, 1905 (= Aspistyla Duda, 1933, Euthyridium Frey, 1923, Macrostyla Lioy, 1864, Meroscinis Meijere, 1908, Prionoscelus Becker, 1911, Tachinoceras Meijere, 1924, Tachinoceros Meijere, 1921).
Sottogeneri: R. (Lonchonotus, R. (Rhodesiella
- Rhopalopterum Duda, 1929
- Sacatonia Sabrosky, 1967
- Scoliophthalmus Becker, 1903
- Sepsidoscinis Hendel, 1914
- Siphonella Macquart, 1835 (= Eurinella Meunier, 1893)
- Siphunculina Rondani, 1856 (= Liomicroneurum Enderlein, 1911, Microneurum Becker, 1903)
- Speccafrons Sabrosky, 1980
- Stenoscinis Malloch, 1918
- Strobliola Czerny, 1909 (= Aprometopis Becker, 1910[7]
- Thyridula Becker, 1911 (= Euthyridula Malloch, 1927)
- Trachysiphonella Enderlein
- Tricimba Lioy, 1864 (= Apteroscinis Malloch, 1931, Echimba Duda, 1935, Euhippelates Malloch, 1925, Eutricimba Malloch, 1931, Gauracisoma Duda, 1930, Hammaspis Duda, 1930, Microchaetaspis Duda, 1930, Neuropachys Thalhammer, 1913, Notonaulax Becker, 1903, Syphonerina Seguy, 1938).
Sottogeneri: T. (Crassivenula)[8], T. (Nartshukiella, T. (Pentanotaulax, T. (Schumanniella
- Tropidoscinis Enderlein, 1911 (= Neoolcanabates Duda, 1930)

## Sottofamiglia Siphonellopsinae
Siphonellopsinae Duda, 1932 (= Siphonellopsidae Nartshuk, 1983)
- Apotropina Hendel, 1907 (= Ectropa Schiner
- Anomoeoceros Lamb, 1918
- Aragara Walker, 1860 (= Ochtherisoma Becker, 1911)
- Aulacogaurax Meijere, 1913
- Cauloscinis Yang, 1991
- Cestoplectus Lamb, 1918
- Chaethippus Duda, 1930
- Cordylosomides Strand, 1928 (= Cordylosoma Becker, 1924)
- Epimadiza Becker, 1910
- Homops Speiser, 1923 (= Ops Becker, 1910)
- Indometopis Cherian, 1989
- Kwarea Sabrosky, 1954
- Leucochaeta Becker, 1913
- Melanochaetomyia Cherian, 2002
- Merobates Duda, 1934
- Metasiphonella Duda, 1930
- Neolcella Kertesz, 1997
- Paracamarota Cherian, 1991
- Parameijerella Cherian, 1991
- Pseudogampsocera Sabrosky, 1964
- Pterogaurax Duda, 1930
- Sabroskyina Beschovski, 1988
- Siphonellomyia Seguy, 1934
- Strandimyia Duda, 1930
- Tricimbomyia Cherian, 1989
- Tylopterna Bezzi, 1916
- Vanchium Cherian, 1999

## Generi estinti
- Protoscinella Hennig, 1965
- Protoscinis Cockerell, 1905